# Strange Empire
Strange Empire è una serie televisiva canadese creata da Laurie Finstad-Knizhnik e trasmessa su CBC Television dal 6 ottobre 2014.

## Episodi
| Stagione       | Episodi | Prima TV Canada | Prima TV Italia |
| -------------- | ------- | --------------- | --------------- |
| Prima stagione | 13      | 2014            | inedita         |

## Personaggi e interpreti

### Personaggi principali
- Kat Loving, interpretata da Cara Gee, una donna di Métis che ha perso il figlio e il marito e lotta per proteggere quel che rimane della sua famiglia.
- Rebecca Blithely, interpretata da Melissa Farman, una ragazza autistica che svolge le mansioni di medico.
- Isabelle Slotter, interpretata da Tattiawna Jones, madama del bordello locale in lutto per la perdita del figlioletto.
- John Slotter, interpretato da Aaron Poole, il violento protettore del bordello e marito di Isabelle.

### Personaggi secondari
- Kelly, interpretata da Michelle Creber.
- Robin, interpretata da Matreya Scarrwener.
- Ling, interpretato da Terry Chen.
- Dr. Thomas Blithely, interpretato da Bill Marchant.
- Mrs. Briggs, interpretata da Anne Marie DeLuise.
- Fiona Briggs, interpretata da Ali Liebert.
- Franklyn Caze, interpretato da Teach Grant.
- Ruby Slotter, interpretata da Marci T. House.

## Riconoscimenti
- 2015 - Young Artist Awards[2]
  - Miglior performance in una serie televisiva - Giovane attrice guest star di anni 17-21 a Laine MacNeil